# Bader (Unternehmen)
Die Bader GmbH & Co. KG mit Sitz in Göppingen, Baden-Württemberg, ist mit über 11.000 Mitarbeitern, verteilt auf weltweit vierzehn Produktionsstandorte, ein bedeutender Hersteller von Leder für die Automobilindustrie.

## Geschichte
Das Unternehmen wurde 1872 als Rosslederfabrik Otto Bader in Göppingen gegründet. Um die Jahrhundertwende gab es im Königreich Württemberg und im Deutschen Reich in seiner Gesamtheit, 2700 Gerbereien und Lederfabriken mit 61.000 Mitarbeitern. Noch Ende der 1950er Jahre zählte die Branche 37.000 Beschäftigte. An der Wende zum dritten Jahrtausend gab es in Deutschland noch 40 Betriebe mit 20 und mehr Mitarbeitern.
Das Unternehmen wird mittlerweile in vierter Generation von der Familie Bader geführt. Es hatte sich ursprünglich auf die Herstellung von Schuh- und Möbelleder spezialisiert. Bader ist in der Lage, täglich 55.000 m² Automobilleder zu produzieren. Bei bestimmten Automobilherstellern, wie zum Beispiel Audi, läuft schon jedes zweite Auto mit Ledersitzen vom Band. Für die Verarbeitung einer kompletten Fahrzeugausstattung werden ca. 3 Tiere benötigt.

## Zertifizierung am Standort Göppingen

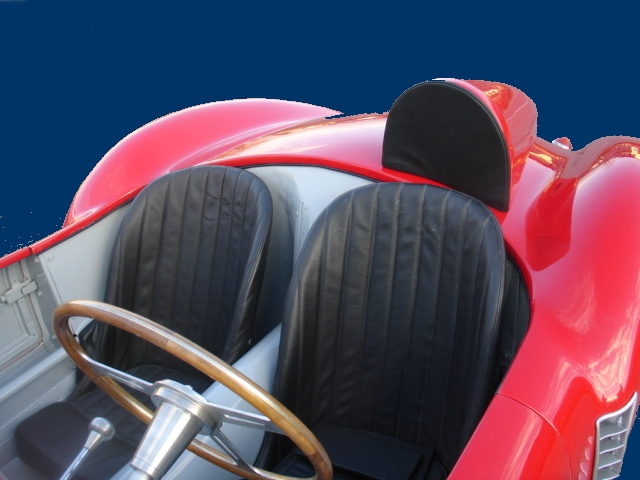
Maserati mit Ledersitzen

- ISO 9001
- IATF 16949
- ISO 14001
- AEO C
- ISO 50001

## Auszeichnungen
- Beispielhaftes Bauen Göppingen 2002 - 2008, 2006